# 이규상 (1936년)
이규상(李奎祥, 1936년 2월 15일 ~ 2023년 1월 14일)은 대한민국의 공무원 출신 정치인이다. 부산광역시 동래구청장을 역임했다. 본관은 연안이며, 부산 동래구 수안동 출신이다.

## 학력
- 내성초등학교 졸업
- 동래중학교 졸업
- 동래고등학교 졸업
- 동국대학교 법정대학 경제학과 졸업

## 경력
- 부산진구청 총무과장
- 부산시 공무원 교육원 교수부장
- 부산시 해운대구 부구청장
- 부산시 금정구 부구청장
- 부산시청 기획관리실 예산담당관
- 동래구청 부구청장
- 부산시 공무원 교육원 원장
- 1994.11 ~ 1995.03 제30대 부산직할시 동래구청장
- 동래구 조기 축구회 창립회장
- 동래구 조기 축구회 고문
- 동래향인회 고문
- 동래청년연합회 고문
- 동래고등학교 총동창회 부회장
- 1995.07 ~ 1998.06 제31대 부산광역시 동래구청장
- 1998.07 ~ 2002.06 제32대 부산광역시 동래구청장
- 한나라당 중앙상무위원

## 수상
- 홍조근정훈장

## 역대 선거 결과
|  | 100.00% |

|  | 65.72% |

|  | 38.54% |

| 전임 신종관 | 제30대 부산직할시 동래구청장(관선) 1994년 11월 1일 ~ 1995년 3월 8일 | 후임 (권한대행)김정호 이규상 |

| 전임 이규상 (권한대행)김정호 | 제31·32대 부산광역시 동래구청장(민선) 1995년 7월 1일 ~ 2002년 6월 30일 | 후임 이진복 |